# Cernavodă
Cernavodă (bułg. Черна вода, Czerna woda, tur. Boğazköy) – miasto w okręgu Konstanca, w Dobrudży, w Rumunii. Liczy około 20,5 tys. mieszkańców. Miasto leży nad Dunajem, znajduje się tu port rzeczny. W mieście na rzece znajduje się jeden z najdłuższych mostów kolejowych w Europie - Most Króla Karola I (obecnie: Most Anghel Saligny) o długości 4087,95 m. Obok znajduje się nowy most kolejowo-drogowy o długości 3850 m. 

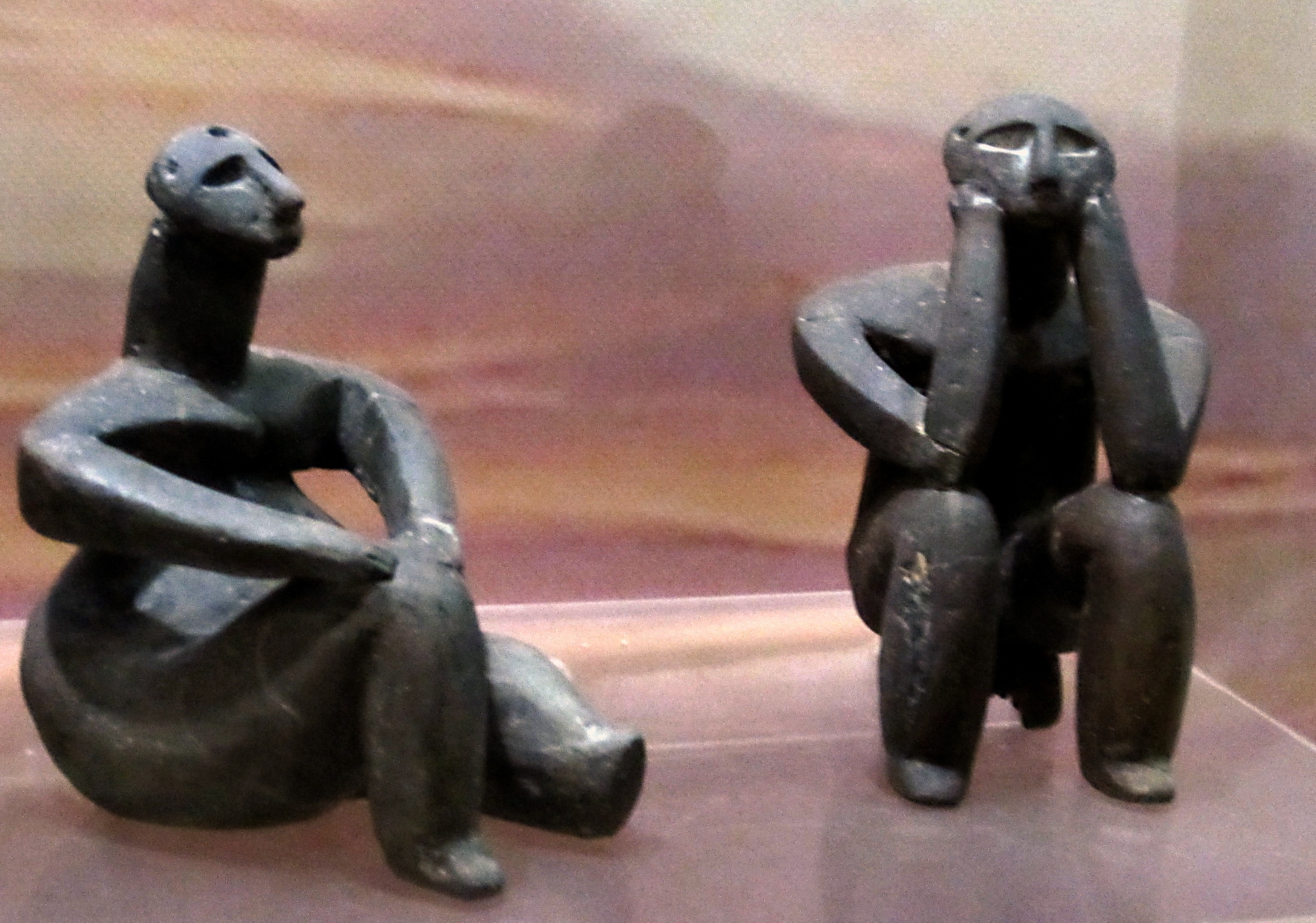
Figurki kobiety i mężczyzny z gliny znalezionych w Cernavodzie. Kultura Hamangia, ok. 4000-3500 p.n.e. Muzeum Narodowe Historii Rumunii

W mieście rozwinął się przemysł materiałów budowlanych, metalowy oraz spożywczy. Znajduje się tu Elektrownia Jądrowa Cernavodă.
Cernavodă znana jest z odkrycia jednego z największych cmentarzysk kultury Hamangia z okresu środkowego neolitu oraz tellu eneolitycznego Dealul Sofia.

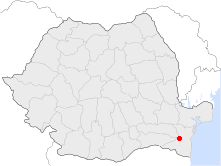
Cernavodă na mapie Rumunii

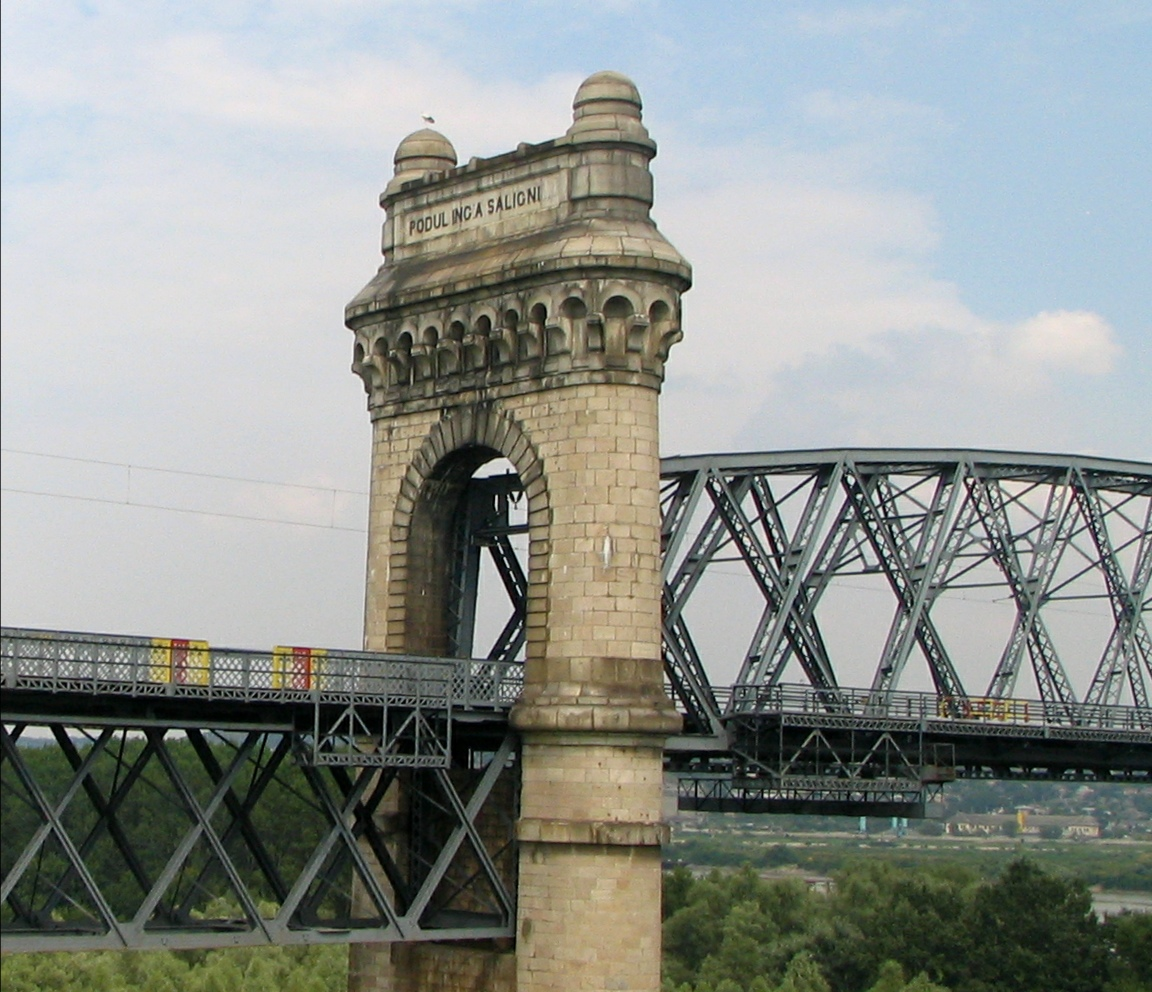
Most w Cernavodă w Rumunii

Na początku czerwca 2010 miasto padło ofiarą powodzi. 

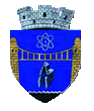
Herb miasta Cernavodă